# Isola Maraone
Maraone è un'isola dell'Italia appartenente all'arcipelago delle isole Egadi, in Sicilia.
Si tratta di un piccolo lembo di terra, o meglio un grosso scoglio di forma stretta e lunga, a ovest della Sicilia, nel Mar Mediterraneo. È lunga poco più di 600 m e nella sua larghezza massima non supera gli 80 m. Amministrativamente fa parte del comune di Favignana.
L'isola di Maraone si trova tra l'isola di Levanzo e la costa di Trapani. A circa 600 m a est dall'isola si trova l'isola di Formica.
Distanze da Maraone:
- Isola di Formica a 0,6 km
- Isola di Levanzo a 5,0 km
- Costa trapanese a 6,8 km
- Isola di Favignana a 8,2 km